# 安部竜司
安部 竜司（あべ りゅうじ、1965年7月13日 - ）は、石川県出身の元騎手（地方・金沢所属）。

## 経歴
1985年4月14日の金沢第6競走・チアキライン（9頭中9着）で初騎乗を果たし、5月20日の金沢第3競走・ミサゴジヨーで初勝利を挙げる。
1991年にはビゼンニシキ産駒ミナミツルギでいぬ鷲賞、1995年にはアクションビームで中日スポーツ賞を制覇。
1995年にはJpnIII格付前の白山大賞典をミスタールドルフで制覇し、1996年のMRO金賞では同馬でアラシ・ウットマンや中央準OP馬2頭に先着する3着に入った。
2002年にミズホモエで選抜特別シクラメン賞を、マスカルエガオで選抜特別アラブクイーン賞を勝利。
2003年9月6日に通算600勝、2008年4月6日の金沢第8競走定行さん生涯現役宣言!!・サダムポラリスで通算700勝を達成。
2013年12月10日の金沢第7競走選抜デイリースポーツ杯能登波の花賞・コスモアーザが最後の勝利、同26日の第11競走氷室の仕込み特別・ホワイトジュエル（10頭中8着）が最後の騎乗となり、同年限りで現役を引退。

## 通算成績
- 10380戦765勝　勝率7.4%、連対率17.3%

### 主な騎乗馬
- ミナミツルギ（1991年いぬ鷲賞）
- ミスタールドルフ（1995年白山大賞典）
- アクションビーム（1995年中日スポーツ賞）